# Hans Keijzer
Hans L. J. Keijzer (Almelo, 16 februari 1932 - 13 december 2023) is een Nederlandse bestuurder. Hij was de oprichter van koepelorganisatie Evangelische Zendingsalliantie en de Nederlandse tak van Wycliffe Bijbelvertalers.

## Levensloop
Keijzer groeide op in een hervormd gezin. Zijn vader was docent in verschillende plaatsen in het het land. In de jaren vijftig maakte Keijzer zelf de overstap naar een baptistengemeente. In diezelfde periode werd hij actief bij Youth for Christ. Hij studeerde sociologie, maar maakte deze opleiding niet af. 
Keijzer was in 1973 betrokken bij de oprichting van de Evangelische Zendingsalliantie. Bij de EZA waren de meeste evangelische zendingsorganisaties aangesloten. Hij was tot zijn pensioen in 1997 directeur van de EZA. Tot 1983 werkte Keijzer ook bij de provincie Utrecht. Daarna kwam hij betaald in dienst van de EZA. Daarnaast werkte hij ook voor Christian Associates International en Trans World Radio. Als EZA-directeur werd Keijzer een van de belangrijkste woordvoerders van de evangelicale zendingsbeweging, vaak aangeduid als geloofszending, omdat de zendelingen in vertrouwen op God leven van giften en geen salaris ontvangen van een kerk of zendingsorganisatie.
In 1973 was Keijzer ook een van de oprichters van de Nederlandse tak van Wycliffe Bijbelvertalers. Bij de Stichting Opwekking was hij betrokken als hoofd Nazorg tijdens de conferenties. Hij schreef regelmatig voor christelijke bladen als De Oogst, Zending Nu en Het Zoeklicht over ontwikkelingen binnen de zending.

## Privé
Keijzer was getrouwd en heeft vier kinderen.